# Comando operativo aeronavale della Guardia di Finanza
Il Comando operativo aeronavale della Guardia di Finanza in acronimo COAN, con sede nel comune di Pomezia, presso l'Aeroporto di Pratica di Mare, è l'articolazione operativa aeronavale della Guardia di finanza. Dipende dal "Comando Aeronavale Centrale", retto da un Generale di corpo d'armata, che svolge le funzioni di alta direzione.

## Organizzazione
- Comando Aeronavale Centrale [1]
  - COAN
    - Servizio navale
    - Servizio aereo

  - Centro di aviazione (aeroporto Pratica di Mare)
  - Centro navale di Formia

## Comandi
Il COAN ha alle dipendenze una componente d'altura e una regionale:
- Gruppo Esplorazione Aeromarittima, a Pratica di Mare, con mezzi aerei ad ala fissa.
- 3 Gruppi aeronavali nelle sedi di Taranto, Messina, Cagliari, (anche Trapani e La Spezia fino al 2017), dotati di unità navali ed elicotteri di classe maggiore[2].
- 15 Reparti operativi aeronavali (ROAN) regionali.
- Sezioni operative navali

## Attività operativa
Grazie alla disponibilità di mezzi aerei e navali e di personale altamente qualificato per il contrasto ai traffici illeciti perpetrati nell'alto mare, svolge la sorveglianza delle frontiere marittime nazionali e comunitarie anche nell'ottica di una costante e qualificata collaborazione con la neo costituita “Agenzia Europea per la gestione della cooperazione operativa alle frontiere esterne degli Stati membri dell'Unione europea”(FRONTEX).
Il dispositivo aeronavale di altura della Guardia di finanza è orientato ad esercitare l'azione di vigilanza in alto mare, in forza del diritto internazionale, ove la presenza istituzionale è da ritenersi remunerativa operativamente, atteso che:
- le aree geografiche interessate dai flussi di traffico sono sufficientemente delineate e circoscritte e, comunque, ben più ristrette che i bacini immediatamente adiacenti alle coste nazionali;
- la probabilità di scoperta degli obiettivi in tali zone è più elevata;
- l'acquisizione dei bersagli, a notevole distanza dalle coste nazionali, consente una più adeguata adozione delle misure di contrasto da parte dei dispositivi costieri.

In tal senso, al dispositivo di altura sono attribuiti, in via prioritaria, anche attraverso la collaborazione e la cooperazione con i dispositivi aeronavali dei corrispondenti Servizi di vigilanza esteri, sulla base delle intese assunte a livello internazionale, e con le unità della Marina Militare in ragione delle vigenti disposizioni di coordinamento delle attività di prevenzione e di repressione.

### La prevenzione
Attività di prevenzione da realizzarsi attraverso: 
- la vigilanza sulle direttrici di passaggio dai mari aperti ai bacini interni;
- le proiezioni in profondità nelle aree marittime esterne, per acquisire, anche sulla base della situazione informativa, obiettivi di interesse specifico;
- l'innesco e lo sviluppo di attività di polizia economico finanziaria in acque internazionali, con particolare riguardo alla prevenzione e repressione del contrabbando;

### La repressione
Il contrasto ai traffici illeciti in acque internazionali, con preminente riferimento: 
- all'immigrazione clandestina;
- al traffico di stupefacenti e di sostanze psicotrope;
- al traffico di armi e di rifiuti tossico-nocivi.

## Stemma
Il simbolo del Comando aeronavale è un'ancora alata.